# Брејпон
Брејпон (фр. Breuilpont) насеље је и општина у северној Француској у региону Горња Нормандија, у департману Ер која припада префектури Евре.
По подацима из 2011. године у општини је живело 1202 становника, а густина насељености је износила 98,44 становника/km². Општина се простире на површини од 12,21 km². Налази се на средњој надморској висини од 46 метара (максималној 137 m, а минималној 46 m).

## Демографија
| 1962. | 1968. | 1975. | 1982. | 1990. | 1999. | 2011. |
| ----- | ----- | ----- | ----- | ----- | ----- | ----- |
| 460   | 512   | 515   | 592   | 985   | 1.111 | 1.202 |

График промене броја становника у току последњих година